# Martin Deutsch
Martin Deutsch (* 15. Januar 1917 in Wien, Österreich-Ungarn; † 16. August 2002 in Cambridge (Massachusetts)) war ein österreichisch-US-amerikanischer Experimentalphysiker. Er entdeckte das Positronium.

## Leben
Deutsch wurde als Sohn eines jüdischen Ärzteehepaares (Felix und Helene Deutsch) geboren. Seine Mutter Helene Deutsch (1884–1982) war Professorin für Psychiatrie an der Universität Wien und letzte Schülerin von Sigmund Freud, der sie 1923 zum Leiter seines Wiener psychoanalytischen Trainingsinstituts machte. Martin Deutsch beteiligte sich 1934 am Widerstand gegen das austrofaschistische Dollfuß-Regime und musste nach Zürich fliehen, wo er zur Schule ging und an der ETH zu studieren begann. Im Oktober 1935 zog er mit seiner Familie in die USA nach Cambridge, und Deutsch setzte sein Studium am Massachusetts Institute of Technology (MIT) fort, unter anderem im Labor des Experimentalphysikers George Harrison. 1937 erwarb er dort den Bachelor-Abschluss und 1941 promovierte er bei Robley D. Evans (A study of nuclear radiations by means of a magnetic lens beta ray spectrometer).
Da er offiziell als deutscher (seit 1938) Staatsbürger galt, konnte er zunächst nicht für das Manhattan-Project tätig werden. Ab 1943 arbeitete er in Los Alamos bei Emilio Segrè und Victor Weisskopf (der in Wien etwas früher als dieser dieselbe Schule wie Deutsch besucht hatte). Unter Segré befasste er sich dort hauptsächlich mit der experimentellen Untersuchung der Physik der Kernspaltung statt mit technischen Fragen des Bomben-Designs.
Ab 1946 war er am MIT, wo er Professor wurde und bis zu seiner Emeritierung blieb. 1973 bis 1979 war er Leiter des Laboratory of Nuclear Science (LNS) am MIT, gefolgt von Francis Low.
1951 gelang ihm die experimentelle Bestätigung der Existenz von Positronium, einem wichtigen System zum präzisen Test der damals gerade in Entwicklung befindlichen Quantenelektrodynamik. Deutsch vermaß auch dessen Spektrum und andere physikalische Eigenschaften. Da es aus einem Elektron und seinem Antiteilchen, dem Positron, besteht, zerstrahlt es in sehr kurzer Zeit in Photonen: im Grundzustand eine Zehntel Nanosekunde bei Para-Positronium (Spin 0), das in zwei oder allgemeiner eine gerade Anzahl von Photonen zerstrahlt, 140 Nanosekunden bei Ortho-Positronium (Spin 1), das in drei Photonen zerfällt. Die Existenz hatte unter anderem Carl David Anderson 1932 theoretisch vorhergesagt.
Er war seit 1939 verheiratet und hatte zwei Kinder, darunter L. Peter Deutsch, den Entwickler von Ghostscript und Gründer der Software-Firma Aladdin. Zu seinen Studenten zählt Henry W. Kendall. Deutsch holte auch Samuel Chao Chung Ting ans MIT, wo er die Arbeiten ausführte, für die er den Nobelpreis bekam.
1953 wurde Deutsch in die American Academy of Arts and Sciences gewählt.
Seit 1958 war er Mitglied der National Academy of Sciences.